# Larus crassirostris
Il gabbiano giapponese o gabbiano codanera (Larus crassirostris Vieillot, 1818) è un uccello della famiglia dei Laridi.

## Sistematica
Larus crassirostris non ha sottospecie, è monotipico.

## Distribuzione e habitat
Questo gabbiano vive in Asia, dalle coste settentrionali della Russia a quelle thailandesi, in Giappone, ma anche in Canada. È accidentale in Messico, nelle Filippine e in Australia.

## Galleria d'immagini

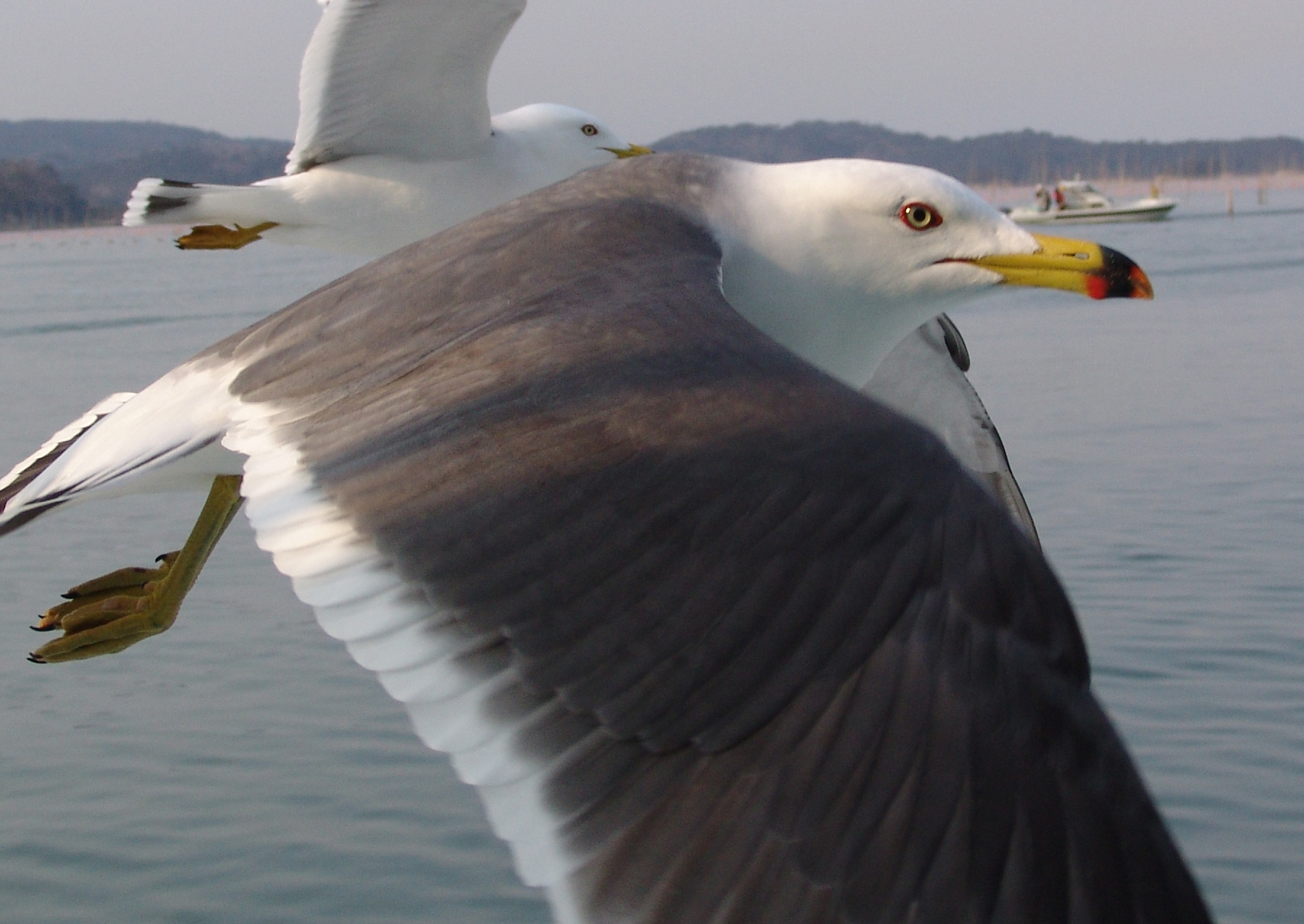
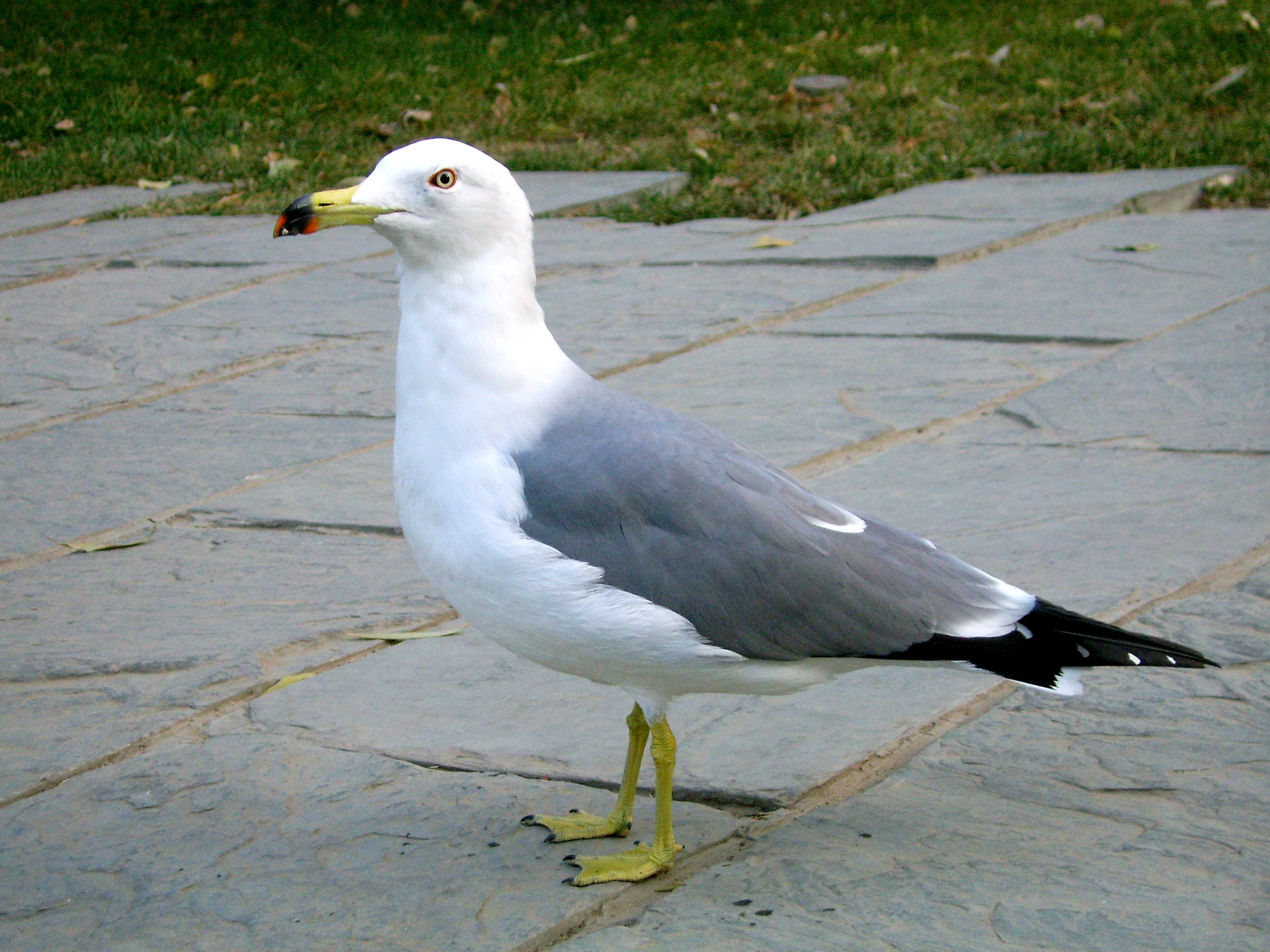
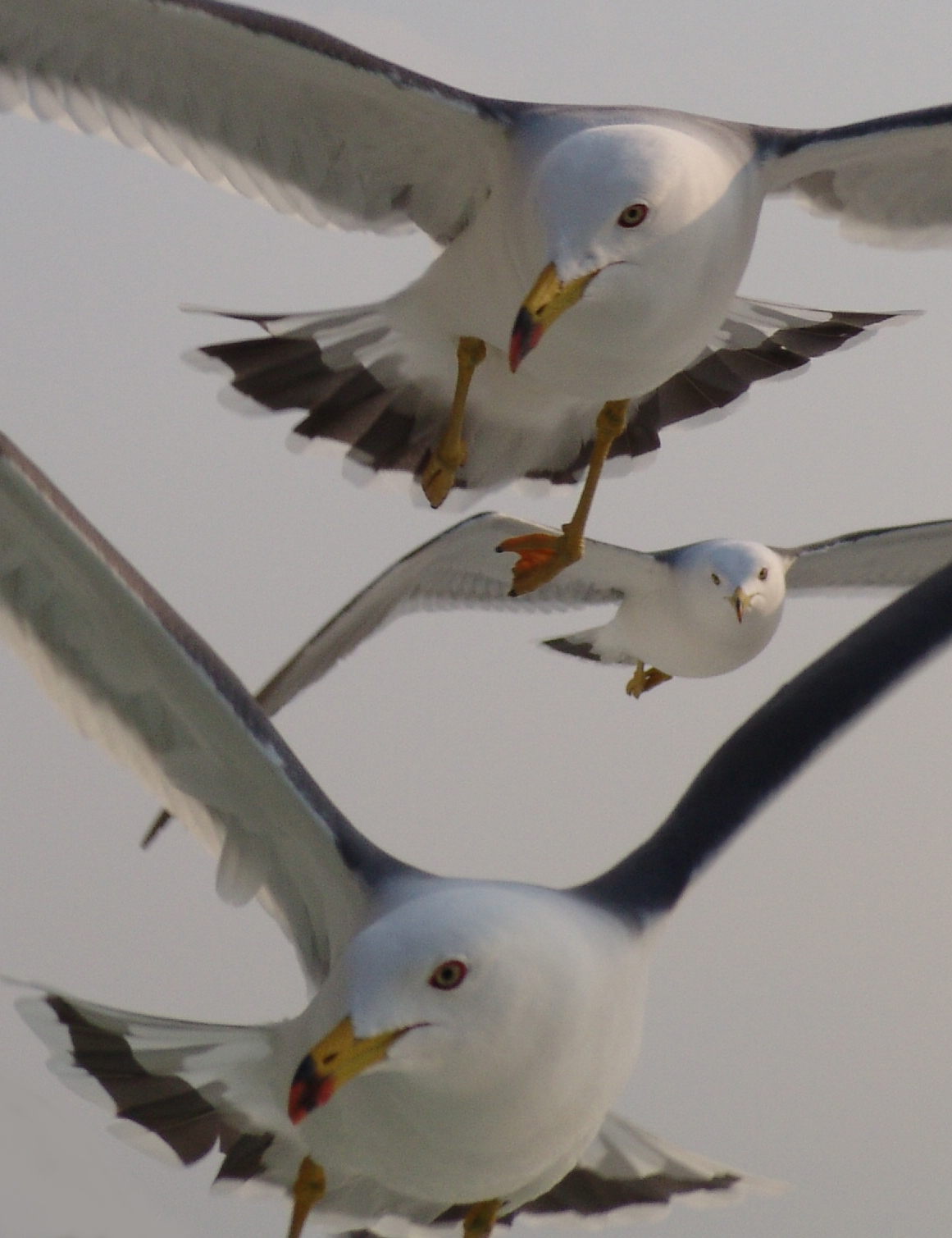